# Blåkinn
Blåkinn est une île norvégienne du comté de Hordaland appartenant administrativement à Bømlo.

## Description
Rocheuse et couverte d'une légère végétation, elle s'étend sur environ 486 m de longueur pour une largeur approximative de 347 m. Elle est traversée par la Kinnestraumen Fv18. 